# Royaume Mélancolique
Royaume Mélancolique es el primer disco grabado por la banda de Ethereal Wave y Dark Wave de Francia Dark Sanctuary, lanzado en abril de 1999, bajo el sello Ancestral Craft Productions. Su duración total es de 69:04.
Este disco fue grabado con una nueva formación de cinco integrantes, sumándose a Dark Sanctuary tres nuevos integrantes en 1998, Hylgaryss en teclados, Sombre Cÿr a cargo de percuciones y bajo y Éliane en el violín.
- Datos: Q568318